# Товарково
Товарково (рус. Това́рково) насеље је градског типа у Дзержинском рејону у Калушкој области у Русији.
Налази се на ушћу реке Шање у Угру (обе су у поречју реке Оке), 8 км од железничке станице Пјатовскаја (рус. Пятовская) (на прузи Калуга — Вјазма).

## Становништво
| 1970. | 1979. | 1989.  | 2002.  | 2010.  |
| ----- | ----- | ------ | ------ | ------ |
| 4.659 | 6.413 | 12.736 | 14.454 | 14.496 |

У Товаришеву се налазе фабрике полиетиленских цеви, високоволтажних уређаја, прехрамбених производа, производња грађевинских материјала (шљунак, фасадна опека, линолеум)
Од значајнијих верских објеката, у Товаркову се налази црква посвећена Рођењу Христовом, изграђена 1906. године.
Товарково је статус насеља градског типа добило 1964. године.